# 罗尔巴赫 (魏玛地区县)
罗尔巴赫（德語：Rohrbach，發音：[ˈʁoːɐ̯bax] ⓘ）是德国图林根州魏玛地区县曾经的一个市镇，面积3.48平方千米，2017年12月31日人口为207人。2019年1月1日，罗尔巴赫与市镇克罗姆斯多夫和洛伊滕塔尔并入市镇伊尔姆塔尔-魏恩施特拉瑟。